# 伊利沙伯街行人專區

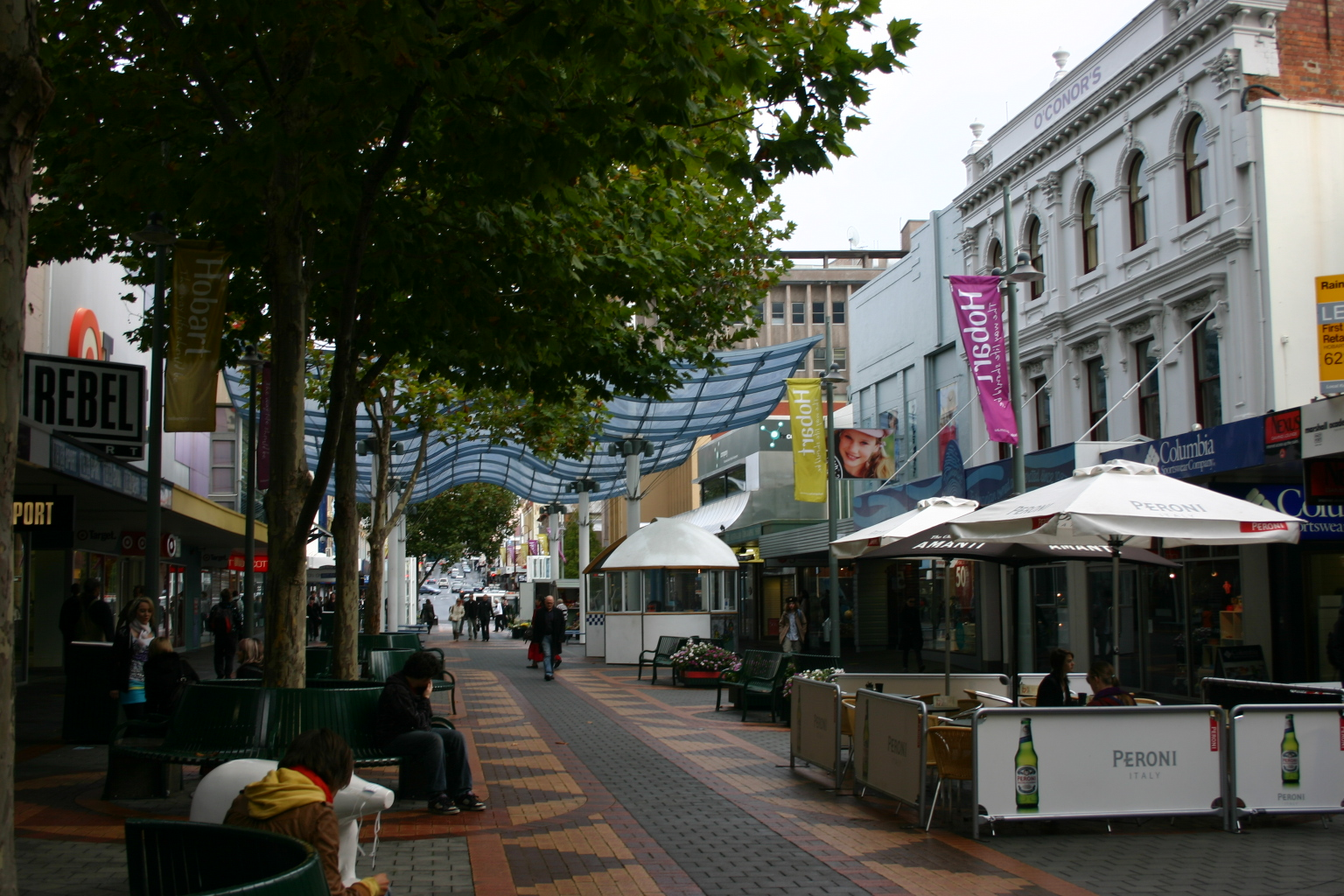
伊利沙伯街行人專區

伊利沙伯街行人專區（英語：Elizabeth Street Mall）是澳洲塔斯曼尼亞州賀勃的一個行人專區，位於介乎哥連斯街與利物浦街之間的伊利沙伯街街區。它是賀勃市中心最大的購物區，也是一個繁忙的聚會場所及街頭表演區。